# Gere Lola
Gere Lola (eredeti neve Gaizler Ilona Karolina Vilma, pályája elején [Págerné] Gaizler Lola) (Budapest, 1897. május 1. – New York, 1967. november 17.) magyar opera-énekesnő (mezzoszoprán). Előbb Páger Antal színművész, majd Laurisin Lajos operaénekes felesége volt.

## Élete
Gaizler Béla fűszerkereskedő és Porszász Ilona (1874–1934) házasságából született. 1923-ban fejezte be zeneakadémiai tanulmányait Hilgermann Laura növendékeként. Pályáját Miskolcon kezdte, majd Nagyváradon, 1926 őszétől Szegeden szerepelt. Berlini továbbképzés után lett az 1930–31-es évadban a budapesti Operaház ösztöndíjasa, ahol a Farsangi lakodalom harmadik kisasszonyaként debütált 1930. szeptember 1-jén. A következő szezonban már rendes szerződtetett tag volt, és maradt a társulat egyik vezető énekese a következő másfél évtizedben.
1931. november 19-én Budapesten házasságot kötött Laurisin Lajos operaénekessel. Gere az Operában utoljára, már Sámy Zoltán igazgatása idején, 1944. december 6-án lépett fel. 1945 márciusában a nyilas kollaboráns Laurisinnal előbb Ausztriába, majd Németországba menekültek. Külföldön mindkettejük énekesi karrierje megszakadt, alkalmi munkákból éltek, Gere Lolának néhány magántanítványa volt. 1950-ben áttelepültek az Egyesült Államokba. Itt Gere egy luxusáruházban lett eladó. Énekelni csak zártkörű rendezvényeken tudott.

## Szerepei
- Ádám Jenő: Magyar karácsony – Julis
- Eugen d’Albert: Hegyek alján – Antonia
- Georges Bizet: Carmen — címszerep; Frasquita
- Peter Cornelius: A bagdadi borbély – Bostana
- Léo Delibes: Lakmé — Miss Rosa
- Erkel Ferenc: Bánk bán – Gertrud királyné
- Friedrich von Flotow: Márta – Nancy
- Charles Gounod: Faust — Marthe Schwertlein
- Joseph Haydn: A patikus – Volpino
- Engelbert Humperdinck: Jancsi és Juliska – Jancsi
- Kacsóh Pongrác: János vitéz – Iluska
- Kodály Zoltán: Székely fonó – A szomszéd leány
- Lehár Ferenc: A mosoly országa – Mi
- Xavier Leroux: A csavargó – Toinette
- Pietro Mascagni: Parasztbecsület — Lola
- Jules Massenet: Manon — Rosette
- Jules Massenet: Thaïs – Myrtale
- Wolfgang Amadeus Mozart: Figaro lakodalma – Cherubino; Barbarina; Második leány
- Wolfgang Amadeus Mozart: A varázsfuvola – Második fiú
- Jacques Offenbach: Hoffmann meséi – Miklós
- Robert Planquette: Rip van Winkle – Kate
- Poldini Ede: Farsangi lakodalom – Harmadik kisasszony
- Giacomo Puccini: Pillangókisasszony – Szuzuki
- Giacomo Puccini: Angelica nővér – Genoveva nővér
- Giacomo Puccini: Gianni Schicchi – Zita anyó
- Rékai Nándor: A nagyidai cigányok – Rasdi
- Ottorino Respighi: A láng — Agnese
- Johann Strauss d. S.: A denevér – Orlovsky herceg
- Johann Strauss d. S.: A cigánybáró — Czipra
- Johann Strauss d. S.: Pázmán lovag – Sári
- Richard Strauss: Salome – Apród
- Richard Strauss: A rózsalovag — Octavian
- Richard Strauss: Az egyiptomi Heléna – Harmadik tündér
- Ambroise Thomas: Mignon — címszerep
- Giuseppe Verdi: A trubadúr — Azucena
- Giuseppe Verdi: Rigoletto – Maddalena
- Giuseppe Verdi: A végzet hatalma — Preziosilla
- Giuseppe Verdi: Álarcosbál – Ulrica
- Giuseppe Verdi: Aida — Amneris
- Giuseppe Verdi: Don Carlos — Eboli hercegnő
- Giuseppe Verdi: Falstaff — Mrs. Quickly
- Richard Wagner: A Nibelung gyűrűje — Waltraute; Wellgunde; Második norna
- Richard Wagner: Parsifal – III. viráglány
- Ermanno Wolf-Ferrari: Sly — Rosalina
- Zádor Jenő: Azra – Habab